# Éléonore de Vermandois
Éléonore de Vermandois (Aliénor de Vermandois chez certains auteurs), comtesse d'Ostrevent, de Nevers, de Boulogne et de Beaumont, née après octobre 1152, morte en juin 1214 est la fille de Raoul Ier, comte de Vermandois et de Valois, et de Pétronille d'Aquitaine. C'est une enfant posthume,. 

## Biographie
À la mort de sa sœur aînée Élisabeth (1183), son beau-frère Philippe d'Alsace conserva les comtés de Vermandois et de Valois, mais dut les céder à Philippe II Auguste en 1214 après sa mort. 
Elle fut mariée quatre fois : (et resta sans enfant de ses 4 mariages)
1. En 1162 avec Godefroy de Hainaut († 1163), comte d'Ostrevent, fils du comte Baudouin IV de Hainaut ;
2. En 1164, avec Guillaume IV († 1168), comte de Nevers ;
3. En 1171 avec Mathieu d'Alsace (° v. 1137 † 1173), comte de Boulogne ;
4. En 1175 avec Mathieu III de Beaumont († 1208), comte de Beaumont-sur-Oise, chambrier de France .